# 哈利蒙薩拉克山國家公園
6°48′S 106°29′E / 6.800°S 106.483°E

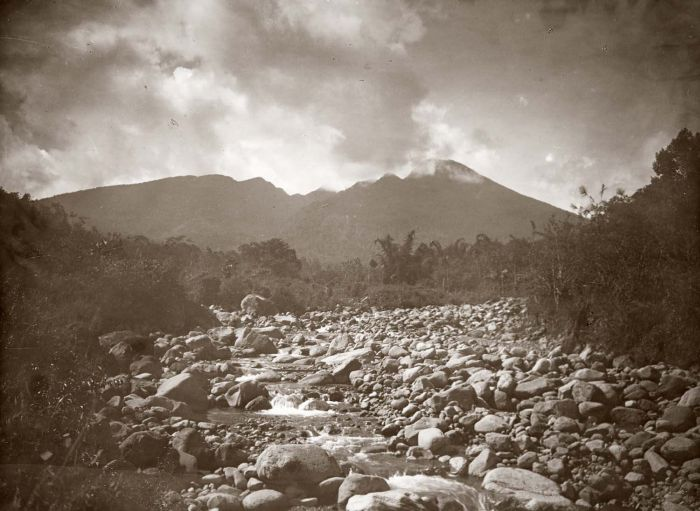

哈利蒙薩拉克山國家公園是印尼的國家公園，位於爪哇島，處於西爪哇省，成立於1992年2月28日，面積400平方公里，有爪哇鷹鵰、爪哇豹等野生動物棲息。